# Вантажівка року

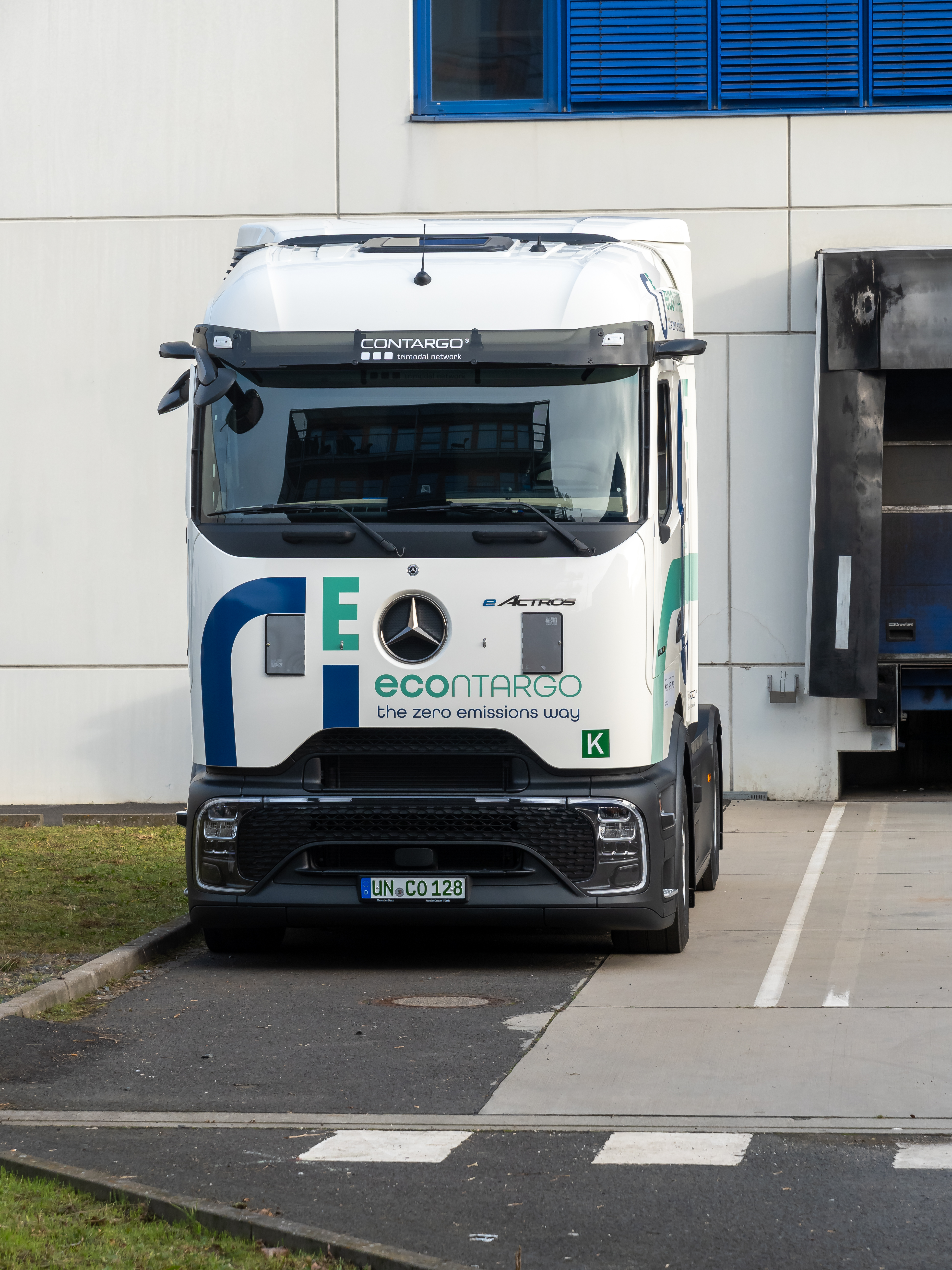
Mercedes-Benz eActros 600, Переможець 2025

Вантажівка року (англ. Truck of the year) — щорічний конкурс для визначення найкращого серед вантажних транспортних засобів, що представлені на європейському ринку. Конкурс Вантажівка року проводиться з 1977 року.
Переможець визначається міжнародним журі, яке складається з 20 журналістів, фахівців з комерційних автомобілів.

## Склад журі
Журі конкурсу складається з 22 членів, які представляють 23 країни (один з членів журі представляє одночасно Словаччину і Чехію). Член журі від Росії - Федір Лапшин (Авторевю).

## Процедура
Нагорода присуджується щорічно вантажному автомобілю, запущеного у виробництво протягом попередніх 12 місяців, який, на думку журі, на присутніх справив найзначніший внесок в ефективність дорожніх перевезень в області інновацій, комфорту, безпеки, зручності управління, економії палива і скорочення шкідливих викидів.
Кандидатами є вантажівки повною масою понад 3,5 т, вони повинні бути новими або містити істотні зміни в конструкції. Автомобілі повинні випускатися серійно протягом як мінімум 3 місяців до початку проведення конкурсу. Обов'язкова умова конкурсу - машини повинні бути представлені в більшості країн-учасниць конкурсу. Члени журі, які є професійними журналістами, знайомляться з новинками в рамках презентацій і тест-драйвів для преси, тому до моменту проведення конкурсу вони вже мають досить глибокі уявлення про нові моделі, їх переваги, впроваджених нововведення, їх технічні характеристики. Потім на засіданні журі загальним голосуванням обираються претенденти, і потім кожному члену журі надсилають їх офіційний список. Через деякий час збираються результати голосування, підводяться підсумки і в урочистій обставновке (як правило, в рамках вантажних автомобільних виставок) називається переможець. Кожен член журі може розподілити наявні у нього 12 балів на свій розсуд, проте одному номінанту можна присудити не більше семи балів.
Раніше підсумки конкурсу можна було оголошувати до 1 січня відповідного року, пізніше правила пом'якшили і проводити нагородження (представникам фірми-виробника вручається кубок з назвою моделі-переможця у вигляді пірамідки, увінчаною символізувати автомобільним кермом) на що проходять по черзі щорічних виставках RAI в Амстердамі і IAA в Ганновері.

## Список журналів-організаторів
В склад журі конкурсу "Вантажівка року" входять журналісти - представники наступних видань Європи:
| Країна            | Автомобільне видання            | Журналіст, член журі  |
| ----------------- | ------------------------------- | --------------------- |
| Австрія           | ITR Aktuell                     | Helmut Tober          |
| Бельгія           | Transport Echo                  | Jef Van de Keybus     |
| Болгарія          | Kamioni                         | Snejina Badjeva       |
| Хорватія          | Kamion&Bus magazine             | Dubravko Majetic      |
| Данія             | Lastbilmagasinet                | Ivan Stjernqvist      |
| Фінляндія         | Auto, tekniikka ja kuljetus     | Martti Peltonen       |
| Франція           | L'argus                         | Bruno Téreygeol       |
| Греція            | Tpoxoi & Tir                    | Emmanuel Agrimanakis  |
| Іспанія           | Truck                           | F. Javier Pedroche    |
| Італія            | tuttoTrasporti                  | Gianenrico Griffini   |
| Ірландія          | Fleet Transport                 | Jarlath Sweeney       |
| Нідерланди        | ТТМ                             | Pieter Wieman         |
| Німеччина         | DVZ — Deutsche Logistik-Zeitung | Oliver Willms         |
| Норвегія          | Anlegg & Transport              | Bjorn Eilert Eriksen  |
| Польща            | Polski Traker                   | Aleksander Glus       |
| Португалія        | Euro Transporte                 | Fausto Monteiro Grilo |
| Росія             | Авторевю                        | Федір Лапшин          |
| Румунія           | Tranzit                         | Marilena Matei        |
| Словаччина/ Чехія | Trucker                         | Stan Cvengros         |
| Швейцарія         | TIR transNevvs                  | Markus Huber          |
| Швеція            | „i Trafik”                      | ?                     |
| Туреччина         | ?                               | ?                     |
| Угорщина          | Camion Truck & Bus              | Sandor Boncser        |
| Велика Британія   | Commercial Motor                | Brian Weatherley      |

## Переможці конкурсу «Вантажівка року»
- 1977: Seddon Atkinson 200
- 1978: MAN 19.280
- 1979: Volvo F7
- 1980: MAN 19.321
- 1981: Leyland T 45
- 1982: Ford Cargo
- 1983: Renault G260
- 1984: Volvo F10
- 1985: Mercedes-Benz LK
- 1986: Volvo FL
- 1987: MAN F90
- 1988: DAF 95
- 1989: Scania 3-Серії
- 1990: Mercedes-Benz SK
- 1991: Renault AE
- 1992: Iveco Eurocargo
- 1993: Iveco Eurotech
- 1994: Volvo FH
- 1995: MAN F2000
- 1996: Scania 4-Серії
- 1997: Mercedes-Benz Actros
- 1998: DAF 95 XF
- 1999: Mercedes-Benz Atego
- 2000: Volvo FH12
- 2001: MAN TGA
- 2002: DAF LF від Leyland Trucks
- 2003: Iveco Stralis
- 2004: Mercedes-Benz Actros MP2
- 2005: Scania R-Серії
- 2006: MAN TGL
- 2007: DAF XF
- 2008: MAN TGX і MAN TGS
- 2009: Mercedes-Benz Actros MP3
- 2010: Scania R-Серії
- 2011: Mercedes-Benz Atego
- 2012: Mercedes-Benz Actros MP4
- 2013: Iveco Stralis Hi-Way
- 2014: Volvo FH16
- 2015: Renault T-Truck
- 2016: Iveco Eurocargo
- 2017: Scania S-Серії
- 2018: DAF CF/XF
- 2019: Ford F-MAX
- 2020: Mercedes-Benz Actros MP5
- 2021: MAN TGX
- 2022: DAF XF, XG & XG+
- 2023: DAF XD
- 2024: Volvo FH Electric
- 2025: Mercedes-Benz eActros 600

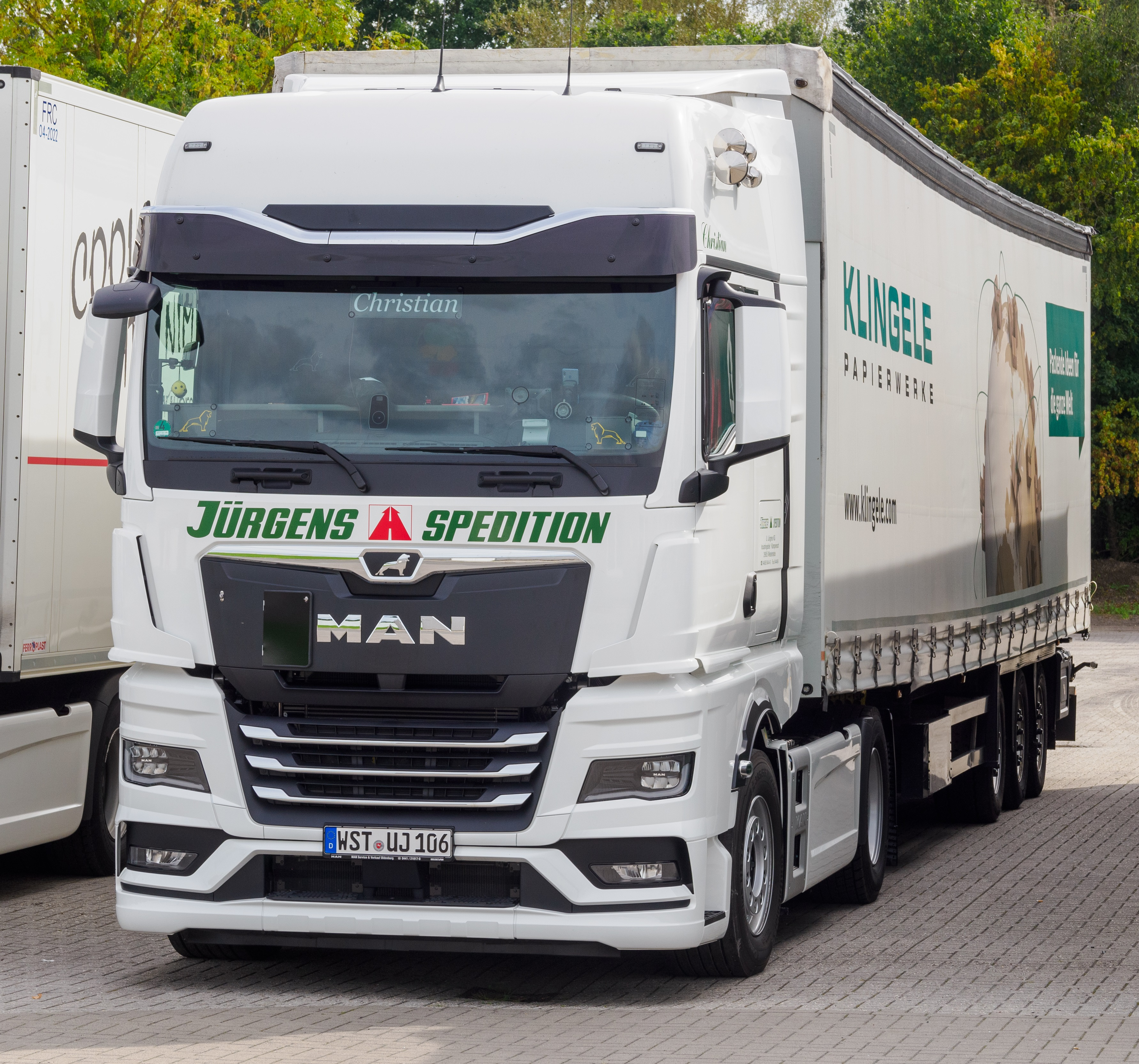
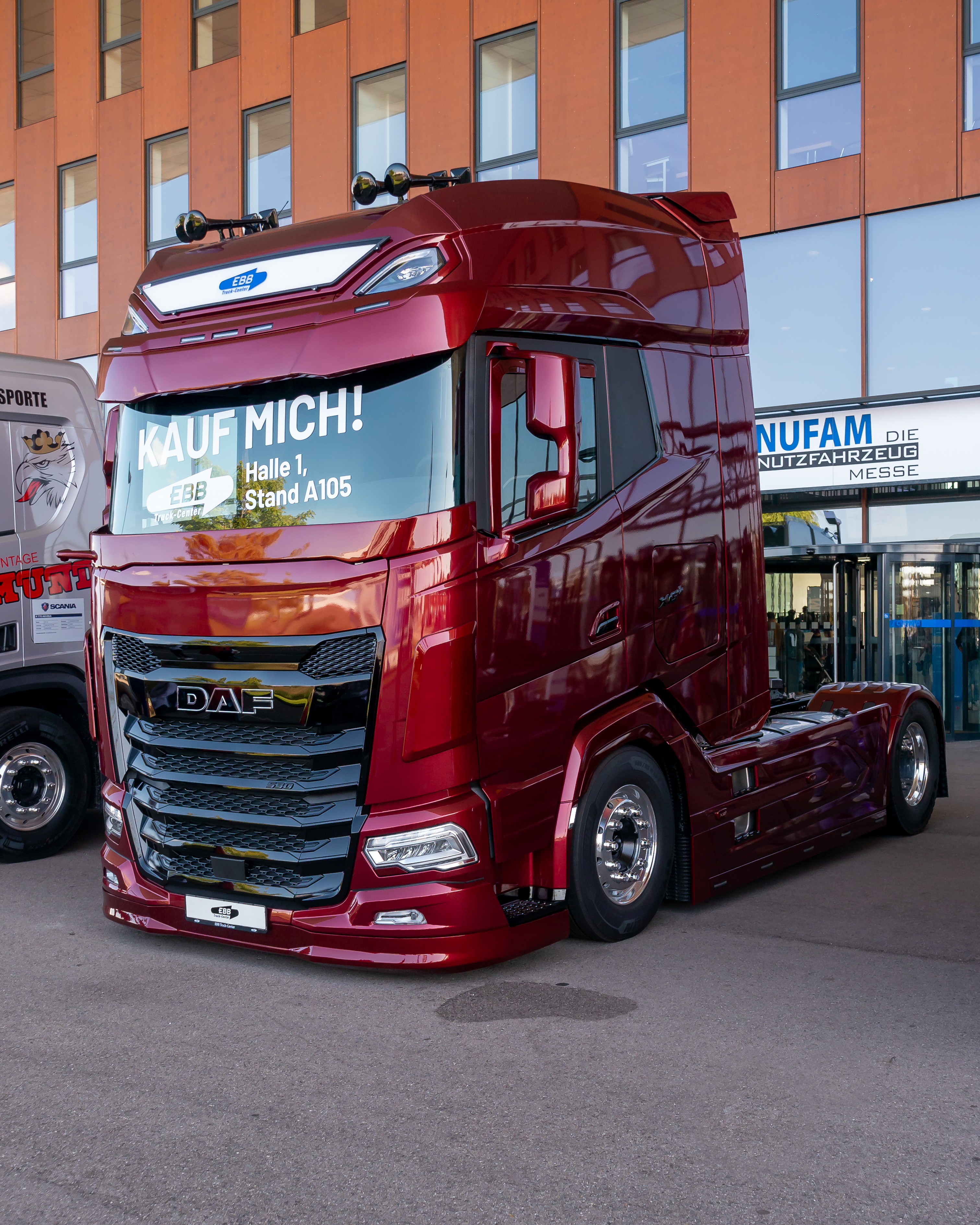
DAF XG+
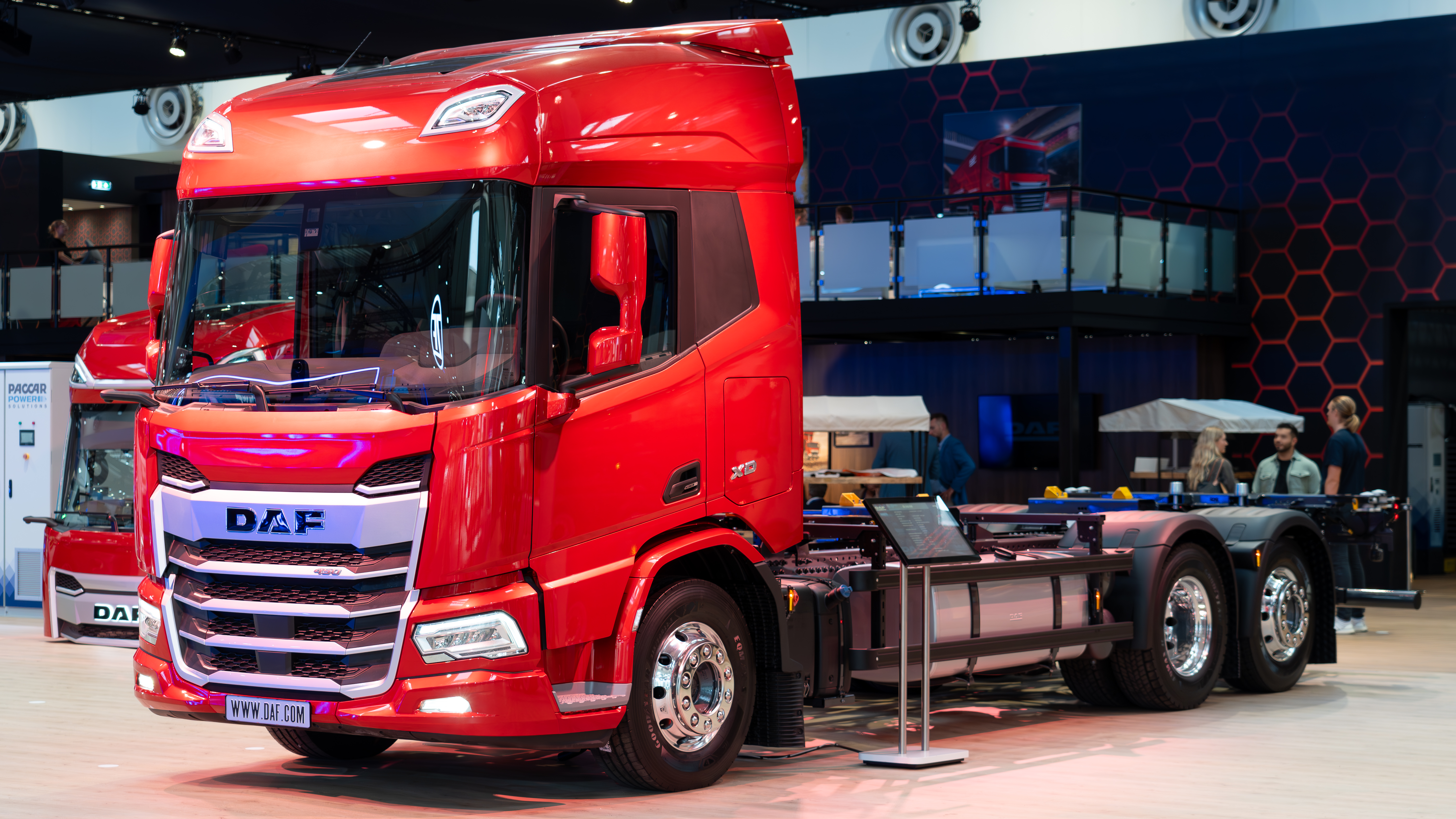
DAF XD
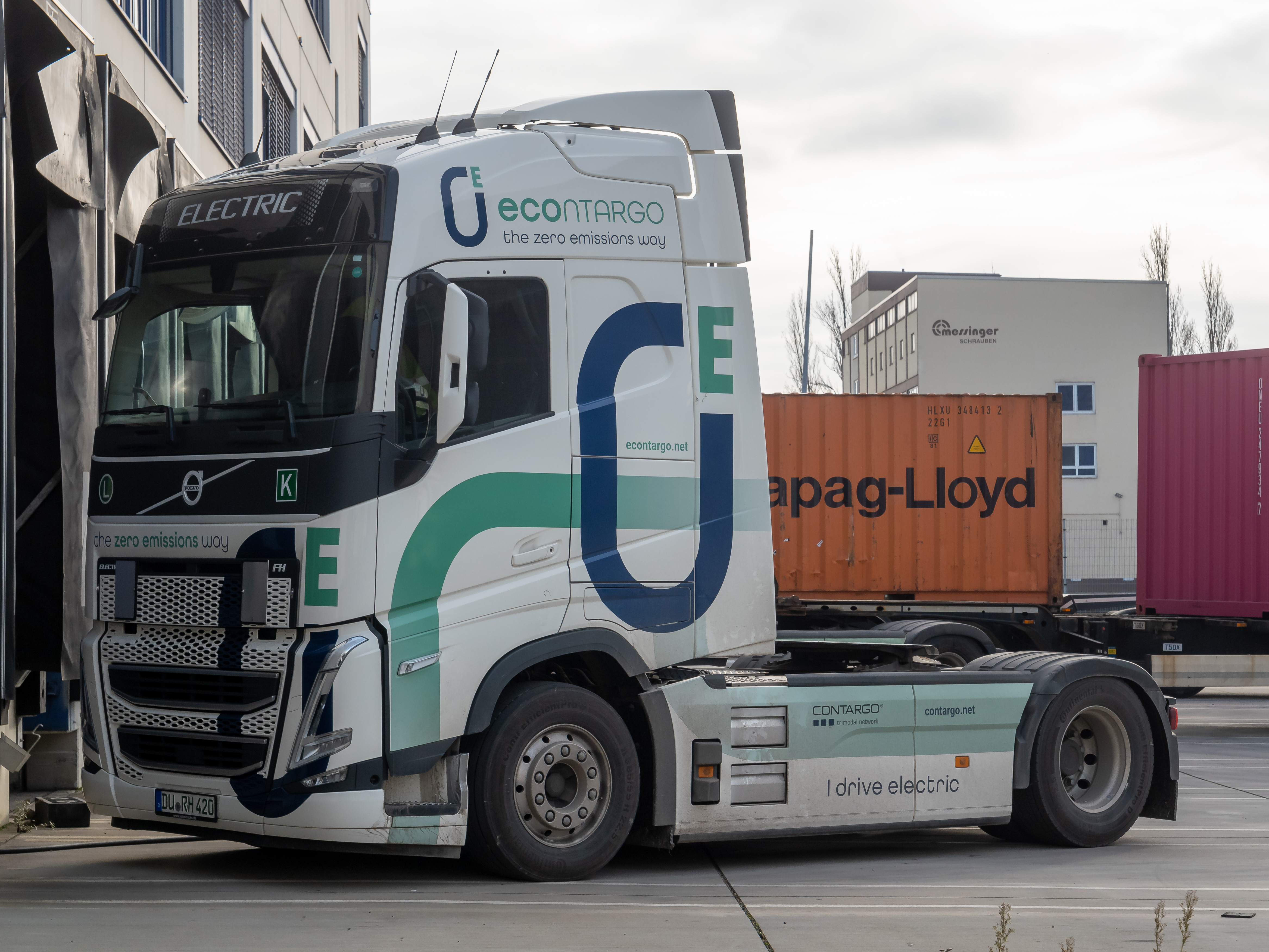
Volvo FH Electric
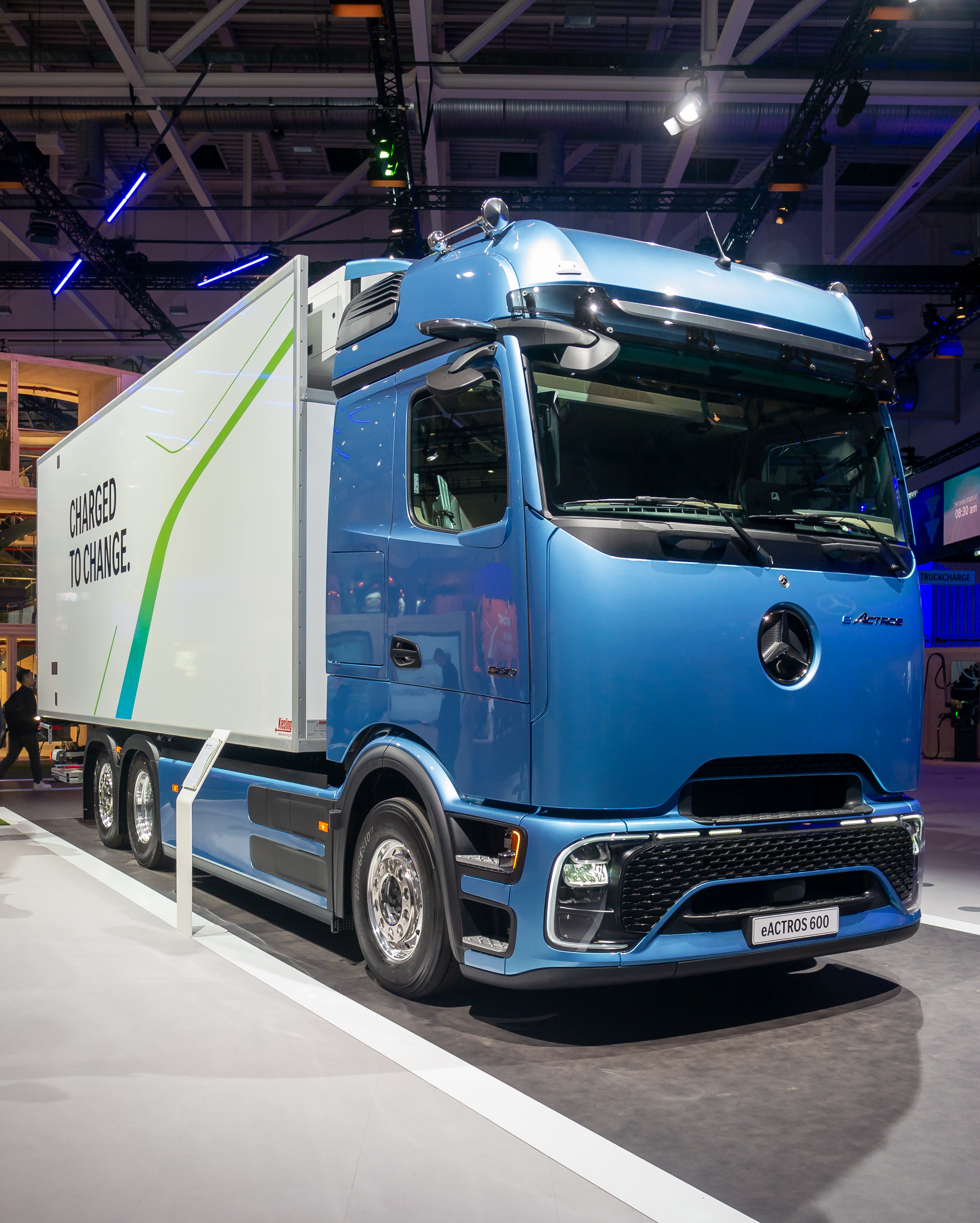
Mercedes-Benz eActros 600